# 冠鳩
冠鸠（学名：Ocyphaps lophotes）是冠鸠属的唯一物种，属于鸽形目鸠鸽科，是一种生活在澳洲大陆的鸟。除澳大利亚北部靠赤道地区外它在整个澳大利亚生活，长30至34厘米。

## 分布
这种鸟栖息在草地、灌木丛和林地中海，但在河边、园子、牧场、运动场和高尔夫球场上也可以看到它。由于人的活动，在澳大利亚建立牧场等，使得它的栖息地变广（一开始它只生活在澳大利亚西部）。由于这种鸟食草籽，它们尤其喜欢生活在粮田附近。

## 形态
冠鸠的羽毛总体来说是带有棕色的灰色。它的头顶上有一簇黑色的羽冠。在冠鳩奔跑时这簇羽冠直立。眼睛周围有一圈鲜艳的、橙色的环。翅膀上是青铜色，带有黑色的条纹。冠鸠的少数羽毛带有鲜艳的棕色、紫色、蓝色和绿色。幼鸟的羽毛颜色比较暗淡，翅膀上没有青铜色。
冠鸠會发重复的“whoop”的叫声，假如单声的话是警报声。

## 习性
冠鸠最特殊的是在它们起飞时的拍打和啸声。这个声音可以用来将敌人引向起飞的鸟，而让还在地上的鸟有足够的时间逃脱。降落时它们的尾巴翘起，与珠颈斑鸠类似。冠鸠一般成群活動，偶尔只有两只成对出现。与人有接触的冠鸠不怕人。

## 繁殖
冠鸠可以全年孵卵，不过一般更喜欢在温暖的月份里孵卵。巢一般筑在灌木或树上，一般是由树枝造成。每次产两只椭圆体的、白色的、光泽的蛋。